# Mille Miglia

Mille-Miglia-Wegweiser

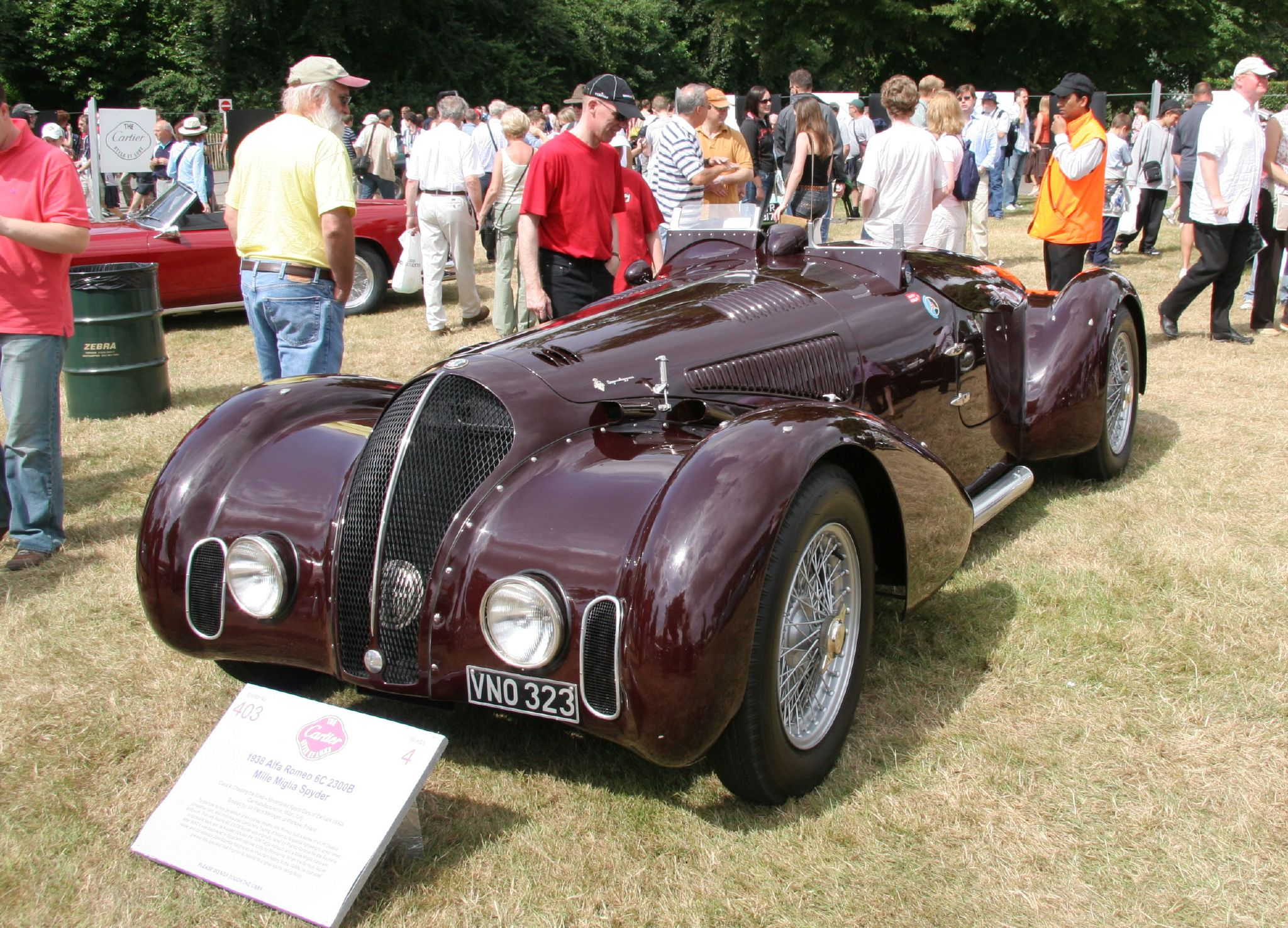
Alfa Romeo 6C 2300B Mille Miglia Spyder, Bj. 1938

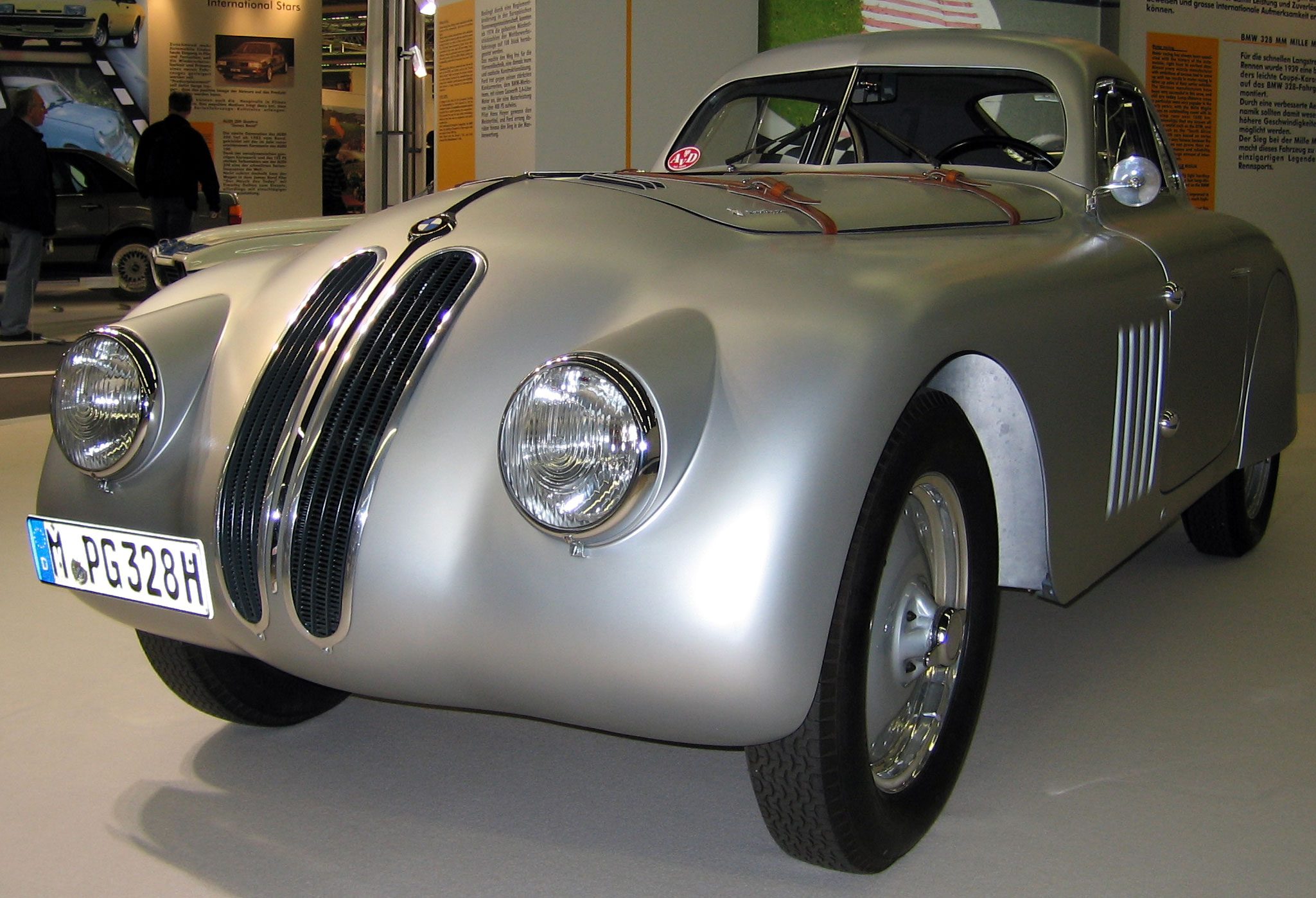
Das BMW 328 Touring-Coupé, mit dem von Hanstein/Bäumer 1940 die Ersatz-Mille-Miglia gewannen

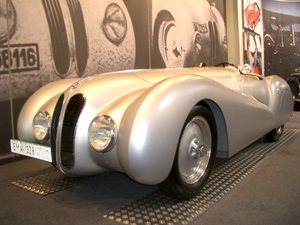
BMW 328 Roadster „Mille Miglia“

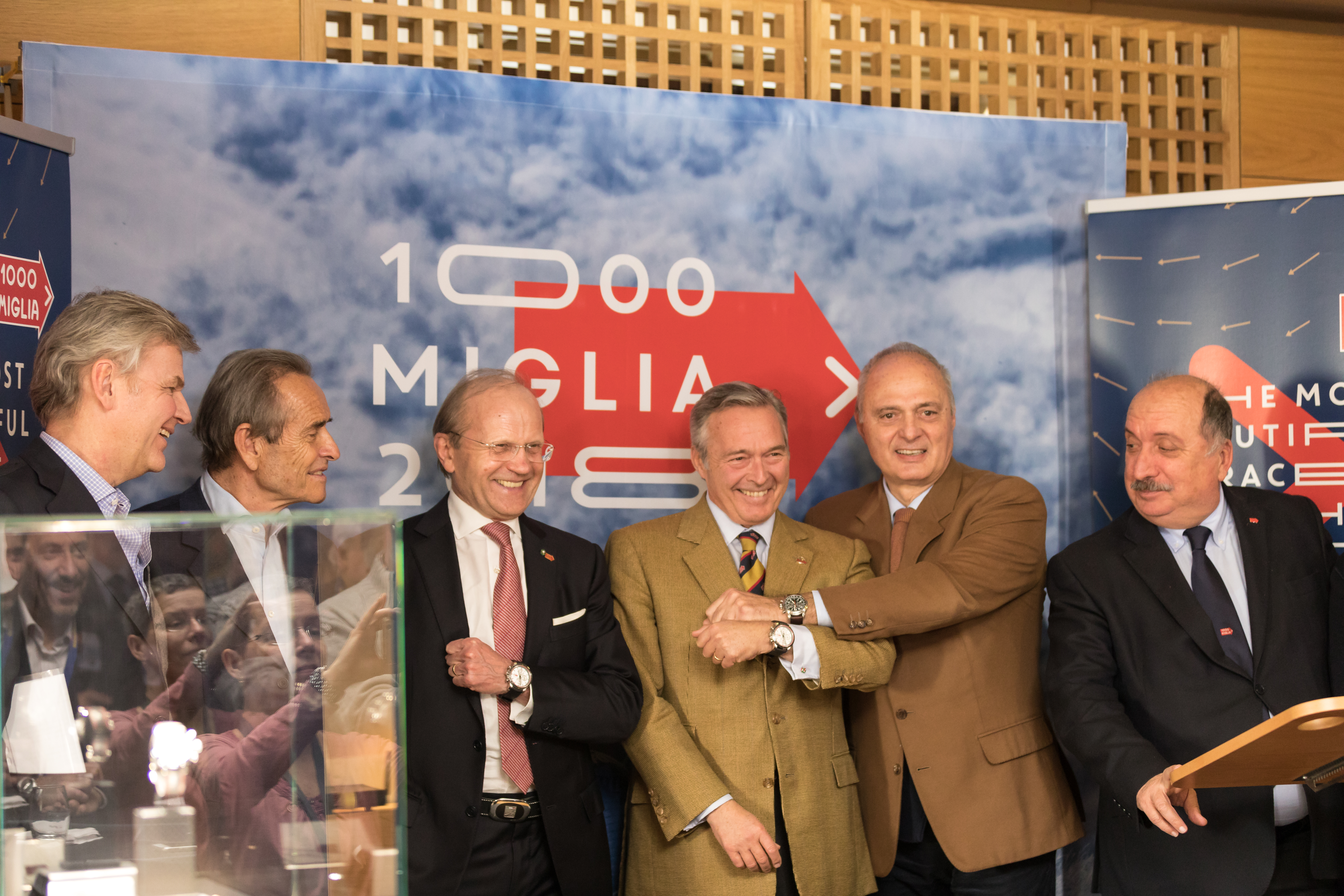
Pressekonferenz zur Mille Miglia 2018 mit Franco Gussalli Beretta, Jacky Ickx und Sponsor Karl-Friedrich Scheufele

Mille Miglia (Abkürzung: MM; italienisch: Mille „Tausend“, Miglia „Meilen“) bezeichnete ein Autorennen über öffentliche Straßen auf einem Dreieckkurs im Norden von Italien in den Jahren von 1927 bis 1957. Der Name Mille Miglia wurde 1977 für die Neuauflage des Rennens wieder eingeführt.

## Geschichte
Nach der Targa Florio galten die Tausend Meilen (Mille Miglia) als Klassiker unter den Langstrecken-Straßenrennen (die Carrera Panamericana kam in den 1950er Jahren hinzu) und als Grundlage für den Begriff „Gran Turismo“ (GT), der schnelle Reisesportwagen für Langstreckenrennen beschreibt, wie sie etwa von Ferrari eigens für die MM entwickelt wurden. Die MM gehörte zur 1953 eingeführten Sportwagen-Weltmeisterschaft.
Die erste Auflage des Großen Preises von Italien hatte 1921 auf dem Circuito di Montichiari in Brescia stattgefunden. Ab 1922 wurde das Rennen auf den neu errichteten Circuito di Monza ausgetragen.
Im Dezember 1925 setzten sich vier junge Männer aus Brescia – Conte Franco Mazzotti, Conte Aymo Maggi, Renzo Castagneto und Giovanni Canestrini – das Ziel, ihre Heimatstadt zu einem Zentrum des Motorsports zu machen, indem sie ein Rennen veranstalten würden. Es sollte ein Straßenrennen – zumeist über unbefestigte Landstraßen – werden und in Brescia starten und enden. Die Sportwagen-Enthusiasten Aymo Maggi und Franco Mazzotti wählten einen Kurs von Brescia durch ganz Norditalien zur Hauptstadt Rom und wieder zurück nach Brescia. Als Streckenlänge ergaben sich ungefähr 1600 Kilometer, was 1000 englischen Meilen entspricht. Als Begründung für die Wahl dieser Längeneinheit verwies man auf die „Alten Römer“, die auch schon in Meilen gemessen hätten.
Zwei Jahre nach dem Beginn der Überlegungen fiel am 26. März 1927 in der Via Rebuffone der Startschuss für 77 Wagen. Die Premiere des Rennens gewann ein OM 665 „Superba“ aus Brescia mit den Werksfahrern Ferdinando Minoia und Giuseppe Morandi in einer Zeit von 21 Stunden, 4 Minuten und 48 Sekunden und mit einer Durchschnittsgeschwindigkeit von 77 km/h. Noch heute trägt bei der historischen Auflage des Rennens immer ein OM die Startnummer 1. Bereits drei Jahre später lag der Schnitt bei 100 km/h, als Tazio Nuvolari aus Mantua, den die Italiener liebevoll „il Mantovano Volante“, den fliegenden Mantuaner, nannten, seinen ersten Mille-Miglia-Sieg gegen den Erzrivalen Achille Varzi feierte. 1933 gelang dem Ausnahme-Rennfahrer mit Beifahrer Decimo Compagnoni in einem Alfa Romeo 8C 2300 das Siegeskunststück zum zweiten Mal.
Seit der Premiere 1927 gewannen fast ausschließlich Italiener auf einheimischen Fabrikaten wie Alfa Romeo, Lancia und Ferrari, jedoch konnte auch Mercedes zweimal gewinnen, 1931 mit Rudolf Caracciola und 1955 mit Stirling Moss. Er startete am 1. Mai 1955 um 7:22 Uhr morgens mit der Startnummer 722 mit einem Mercedes-Benz 300 SLR und erreichte dank des Gebetbuches seines Beifahrers, des Journalisten Denis Jenkinson, nach 10 Stunden 7 Minuten und 48 Sekunden das Ziel. Die dabei erreichte Durchschnittsgeschwindigkeit von knapp 157,62 km/h war die schnellste jemals auf dieser Strecke gefahrene.
Nicht nur schnelle Sportwagen nahmen an den Mille Miglia teil, sondern auch kleine Tourenwagen wie Renault 4CV oder Kleinstwagen wie Fiat 500. Diese Fahrzeuge waren über 20 Stunden unterwegs, mit Start noch vor Mitternacht und Ankunft im Dunkeln. 1955 starteten auch Fahrzeuge mit Dieselmotoren: drei private Teams auf Mercedes-Benz W120 (180 D) mit 40 PS (29 kW) und Werksteams von Fiat mit dem 1400 D und Peugeot auf 403 Diesel. Der österreichische Mercedes-Händler Helmut Retter mit dem Beifahrer Walter Larcher, gewann mit einem Mercedes 180 D mit 16 Stunden, 52 Minuten und 25 Sekunden (Durchschnittstempo 94,645 km/h). Mercedes nutzte diesen Erfolg für seine Werbung und verkaufte noch 1955 über 20.000 Mercedes 180 D; der Diesel wurde zum meistverkauften Typ dieser Baureihe.
Bereits 1938 geriet die MM durch einen schweren Unfall in die Kritik. Ein Fahrer hatte in Bologna auf Straßenbahnschienen die Kontrolle über sein Fahrzeug verloren und war in eine Zuschauergruppe gerast, wobei zehn Menschen getötet und 26 verletzt wurden. Das Rennen wurde anschließend in der alten Form mit Stadtdurchfahrten verboten. So wurde 1940 nur ein ca. 165 km kurzer Kurs in der Po-Ebene insgesamt neun Mal befahren. Als Zweite von drei Ausländern in der Geschichte der MM gewannen Huschke von Hanstein und Copilot Walter Bäumer auf einem aerodynamisch verkleideten BMW 328, mit dem auf den geraden Straßen zwischen Brescia, Cremona und Mantua ein Schnitt von 166 km/h erzielt wurde. Die Gesamtfahrzeit des Duos für die rund 1500 km betrug 8 Stunden, 54 Minuten und 46 Sekunden.
Nach dem Zweiten Weltkrieg wurde die MM auf dem großen Kurs wieder mit Begeisterung aufgenommen, die damit verbundenen Risiken beurteilte man im Vergleich zu den gerade erst erlebten kriegerischen Auseinandersetzungen als untergeordnet. Auch bekannte Fahrer aus der Vorkriegszeit wie Rudolf Caracciola und insbesondere Tazio Nuvolari nahmen die Herausforderung erneut an. Später wurde ihm zu Ehren der Kurs auch durch seine Heimatstadt Mantua geführt.
Aber auch junge Fahrer machten von sich reden, wie 1954 Hans Herrmann, der seinen flachen Porsche 550 noch vor einem herannahenden Zug unter einer sich schließenden Bahnschranke hindurch steuerte, wobei er und sein Beifahrer Herbert Linge die Köpfe einziehen mussten.
Im Jahre 1957 fand die Mille Miglia zum letzten Mal statt, da am 12. Mai ein schwerer Unfall des Spaniers Alfonso de Portago mehrere Todesopfer gefordert hatte. Nach einem Reifenschaden bei hoher Geschwindigkeit nahe dem Dorf Guidizzolo, zwischen Mantua und dem Ziel in Brescia geriet sein Ferrari ins Schleudern und tötete zehn Zuschauer, darunter fünf Kinder. Auch Portago und sein Beifahrer Edmund kamen ums Leben. Insbesondere die Kirche verlangte die Einstellung des populären Spektakels. Gegen das Team und den Reifenhersteller Englebert wurde in einem drei Jahre dauernden Prozess ermittelt mit dem Vorwurf, auf einen Reifenwechsel kurz vor dem Ziel aus Zeitgründen verzichtet zu haben. Der Unfall war ausschlaggebend dafür, dass die Mille Miglia in dieser Form verboten wurde.
Die MM wurde noch von 1958 bis 1961 als eine Art Rallye veranstaltet, wobei nur auf kurzen, abgesperrten Teilstrecken auf Zeit gefahren wurde.
Die Strecke von Bologna auf den Passo della Raticosa wurde bis 1969 für Bergrennen genutzt. Das weiter südlich in Richtung Florenz gelegene Teilstück über den Futapass diente als Westteil des 66 km langen Straßenkurses von Mugello, auf dem bis 1967 WM-Läufe ausgetragen wurden.

## Wiederbelebung als Touristische Veranstaltung
Seit 1977 findet jeweils im Mai als viertägige „Mille Miglia Storica“ eine jährliche Neuauflage mit historischen Fahrzeugen statt, deren Typen damals teilgenommen hatten. Hierbei wird nicht mehr auf Höchstgeschwindigkeit gefahren, sondern auf Gleichmäßigkeit und Zuverlässigkeit. Diese Veranstaltung gilt als Keimzelle vieler ähnlicher Events mit Oldtimern wie der Ennstal-Classic in Österreich. Bei der „Mille Miglia“ geht es auch um das Reise-Erlebnis und den abendlichen Austausch der Teilnehmer. Es geht, auch seitens der Veranstalter und der durchfahrenen Gemeinden, eher um Tourismus, Kulinarik und das „Sehen und Gesehenwerden“ mit prachtvollen, meist aufwendig auf Neuwert restaurierten Oldtimer-Fahrzeugen.

## Gesamtsieger
| Jahr | Team                | Gesamtsieger                                 | Fahrzeug                                     | Fahrzeit     | Meisterschaft                        |
| ---- | ------------------- | -------------------------------------------- | -------------------------------------------- | ------------ | ------------------------------------ |
| 1927 | Officine Meccaniche | Ferdinando Minoia Giuseppe Morandi           | OM Tipo 665 Sport                            | 21:04:48,200 | zählte zu keiner Meisterschaft       |
| 1928 | SA Alfa Romeo       | Giuseppe Campari Giulio Ramponi              | Alfa Romeo 6C 1500 Sport Spider Zagato       | 19:14:05,800 | zählte zu keiner Meisterschaft       |
| 1929 | SA Alfa Romeo       | Giuseppe Campari Giulio Ramponi              | Alfa Romeo 6C 1750 SS Spider Zagato          | 18:04:23,000 | zählte zu keiner Meisterschaft       |
| 1930 | SA Alfa Romeo       | Tazio Nuvolari Giovanni Battista Guidotti    | Alfa Romeo 6C 1750 GS                        | 16:18:59,400 | zählte zu keiner Meisterschaft       |
| 1931 | Daimler-Benz AG     | Rudolf Caracciola Wilhelm Sebastian          | Mercedes-Benz SSKL                           | 16:10:10,000 | zählte zu keiner Meisterschaft       |
| 1932 | Alfa Romeo          | Baconin Borzacchini Amedeo Bignami           | Alfa Romeo 8C 2300 Spider Touring            | 14:55:19,400 | zählte zu keiner Meisterschaft       |
| 1933 | Scuderia Ferrari    | Tazio Nuvolari Decimo Compagnoni             | Alfa Romeo 8C 2300MM Spider Zagato           | 15:11:50,000 | zählte zu keiner Meisterschaft       |
| 1934 | Scuderia Ferrari    | Achille Varzi Amedeo Bignami                 | Alfa Romeo 8C 2300 Monza Spider Brianza 2.6  | 14:08:05,000 | zählte zu keiner Meisterschaft       |
| 1935 | Scuderia Ferrari    | Carlo Maria Pintacuda Alessandro Della Stufa | Alfa Romeo 8C 2900B                          | 14:04:47,000 | zählte zu keiner Meisterschaft       |
| 1936 | Scuderia Ferrari    | Antonio Brivio Carlo Ongaro                  | Alfa Romeo 8C 2900A                          | 13:07:51,000 | zählte zu keiner Meisterschaft       |
| 1937 | Scuderia Ferrari    | Carlo Maria Pintacuda Paride Mambelli        | Alfa Romeo 8C 2900A                          | 14:17:32,000 | Italienische Sportwagenmeisterschaft |
| 1938 | Alfa Corse          | Clemente Biondetti Aldo Stefani              | Alfa Romeo 8C 2900B Spider MM Touring        | 11:58:29,000 | Italienische Sportwagenmeisterschaft |
| 1939 | Benito Mussolini    | Ercole Boratto Consalvo Sanesi               | Alfa Romeo 6C 2500 SS                        | 10:37:19,000 | Italienische Sportwagenmeisterschaft |
| 1940 | BMW-Werke           | Fritz Huschke von Hanstein Walter Bäumer     | BMW 328 Berlinetta Touring                   | 8:54:46,600  | zählte zu keiner Meisterschaft       |
| 1947 | Emilio Romano       | Clemente Biondetti Emilio Romano             | Alfa Romeo 8C 2900B Berlinetta Touring       | 16:16:39,000 | zählte zu keiner Meisterschaft       |
| 1948 | Scuderia Ferrari    | Clemente Biondetti Giuseppe Navone           | Ferrari 166S Coupé Allemano                  | 15:05:44,000 | zählte zu keiner Meisterschaft       |
| 1949 | Scuderia Ferrari    | Clemente Biondetti Ettore Salani             | Ferrari 166MM Barchetta Touring              | 12:07:05,000 | zählte zu keiner Meisterschaft       |
| 1950 | Scuderia Ferrari    | Gianni Marzotto Marco Crosara                | Ferrari 195 Sport Touring Berlinetta Le Mans | 13:39:20,000 | zählte zu keiner Meisterschaft       |
| 1951 | Scuderia Ferrari    | Luigi Villoresi Piero Cassani                | Ferrari 340 America Berlinetta Vignale       | 12:50:18,000 | zählte zu keiner Meisterschaft       |
| 1952 | Scuderia Ferrari    | Giovanni Bracco Alfonso Rolfo                | Ferrari 250S Berlinetta Vignale              | 12:09:45,000 | zählte zu keiner Meisterschaft       |
| 1953 | Scuderia Ferrari    | Gianni Marzotto Marco Crosara                | Ferrari 340MM Vignale                        | 10:37:19,000 | Sportwagen-Weltmeisterschaft         |
| 1954 | Scuderia Lancia     | Alberto Ascari                               | Lancia D24                                   | 11:26:10,000 | Sportwagen-Weltmeisterschaft         |
| 1955 | Daimler-Benz AG     | Stirling Moss Denis Jenkinson                | Mercedes-Benz 300 SLR                        | 10:07:48,000 | Sportwagen-Weltmeisterschaft         |
| 1956 | Scuderia Ferrari    | Eugenio Castellotti                          | Ferrari 290MM                                | 11:37:10,000 | Sportwagen-Weltmeisterschaft         |
| 1957 | Scuderia Ferrari    | Piero Taruffi                                | Ferrari 315 Sport                            | 10:27:47,000 | Sportwagen-Weltmeisterschaft         |